# Chatusza (rejon chomutowski)
Chatusza (ros. Хатуша) – wieś (ros. деревня, trb. dieriewnia) w zachodniej Rosji, w sielsowiecie dubowickim rejonu chomutowskiego w obwodzie kurskim.

## Geografia
Miejscowość położona jest nad rzeką Chatusza, 4 km od centrum administracyjnego sielsowietu dubowickiego (Dubowica), 7 km od centrum administracyjnego rejonu (Chomutowka), 114 km od Kurska.
W granicach miejscowości znajdują się 32 posesje.

## Demografia
W 2010 r. miejscowość zamieszkiwało 27 osób.